# Natação no Campeonato Mundial de Esportes Aquáticos de 2009 - 4x100 m livre masculino
A prova do revezamento 4x100 metros livre masculino da natação no Campeonato Mundial de Esportes Aquáticos de 2009 ocorreu no dia 26 de julho no Stadio del Nuoto em Roma.

## Recordes
Antes desta competição, os recordes mundiais e do campeonato nesta prova eram os seguintes:
| Tipo                  | Atleta         | Tempo   | Local     | Data                 | Ref |
| --------------------- | -------------- | ------- | --------- | -------------------- | --- |
|                       | Estados Unidos | 3:08,24 | Pequim    | 11 de agosto de 2008 | ver |
| Recorde do campeonato | Estados Unidos | 3:12,72 | Melbourne | 25 de março de 2007  | ver |

## Medalhistas
| Ouro | Prata                                                                                                | Bronze |
| Estados Unidos · Michael Phelps · Ryan Lochte · Matt Grevers · Nathan Adrian · Garrett Weber-Gale* · Ricky Berens* · Cullen Jones* | Rússia · Evgeniy Lagunov · Andrey Grechin · Danila Izotov · Alexander Sukhorukov · Nikita Konovalov* | França · Fabien Gilot · Alain Bernard · Gregory Mallet · Frederick Bousquet · Amaury Leveaux* · William Meynard* |

*Nadaram apenas as eliminatórias, mas receberam medalhas

## Resultados

### Eliminatórias
Estes são os resultados das eliminatórias:
| Pos. | Bateria | Raia | País                       | Tempo   | Notas                 |
| ---- | ------- | ---- | -------------------------- | ------- | --------------------- |
| 1    | 5       | 6    | BRA Brasil                 | 3:11.26 | Recorde do campeonato |
| 2    | 4       | 4    | FRA França                 | 3:11.38 |                       |
| 3    | 4       | 3    | GBR Grã-Bretanha           | 3:11.62 |                       |
| 4    | 5       | 4    | USA Estados Unidos         | 3:11.64 |                       |
| 5    | 5       | 5    | ITA Itália                 | 3:11.76 |                       |
| 6    | 5       | 3    | RSA África do Sul          | 3:12.08 |                       |
| 7    | 3       | 4    | AUS Austrália              | 3:12.58 |                       |
| 8    | 3       | 3    | RUS Rússia                 | 3:12.78 |                       |
| 9    | 3       | 5    | CAN Canadá                 | 3:12.96 |                       |
| 10   | 4       | 5    | SWE Suécia                 | 3:13.38 |                       |
| 11   | 4       | 2    | JPN Japão                  | 3:15.63 |                       |
| 12   | 5       | 2    | SUI Suíça                  | 3:16.13 |                       |
| 13   | 4       | 6    | POL Polônia                | 3:16.35 |                       |
| 14   | 4       | 8    | LTU Lituânia               | 3:16.47 |                       |
| 15   | 3       | 6    | CHN China                  | 3:17.08 |                       |
| 16   | 3       | 2    | VEN Venezuela              | 3:17.79 |                       |
| 17   | 2       | 1    | BEL Bélgica                | 3:17.97 |                       |
| 18   | 1       | 4    | CZE Chéquia                | 3:18.67 |                       |
| 19   | 3       | 0    | IRL Irlanda                | 3:21.77 |                       |
| 20   | 5       | 7    | KAZ Cazaquistão            | 3:22.95 |                       |
| 21   | 4       | 1    | UZB Uzbequistão            | 3:23.55 |                       |
| 22   | 5       | 0    | IRI Irã                    | 3:26.38 |                       |
| 23   | 3       | 7    | BAR Barbados               | 3:27.15 |                       |
| 24   | 5       | 1    | PHI Filipinas              | 3:28.01 |                       |
| 25   | 5       | 8    | SIN Singapura              | 3:28.12 |                       |
| 26   | 3       | 8    | IND Índia                  | 3:35.24 |                       |
| 27   | 3       | 1    | KUW Kuwait                 | 3:35.61 |                       |
| 28   | 4       | 0    | UAE Emirados Árabes Unidos | 3:37.95 |                       |
| 29   | 4       | 9    | SEN Senegal                | 3:38.32 |                       |
| 30   | 2       | 7    | NGR Nigéria                | 3:41.39 |                       |
| 31   | 2       | 4    | ARM Armênia                | 3:41.82 |                       |
| 32   | 2       | 3    | ALB Albânia                | 3:42.13 |                       |
| 33   | 1       | 5    | MLT Malta                  | 3:42.69 |                       |
| 34   | 3       | 9    | MAC Macau                  | 3:43.29 |                       |
| 35   | 2       | 5    | MRI Maurício               | 3:45.08 |                       |
| 36   | 1       | 3    | MOZ Moçambique             | 3:45.42 |                       |
| 37   | 2       | 6    | PNG Papua-Nova Guiné       | 3:45.77 |                       |
| 38   | 2       | 2    | MNP Marianas Setentrionais | 3:57.83 |                       |
|      | 2       | 8    | CRO Croácia                | DNS     |                       |
|      | 5       | 9    | KSA Arábia Saudita         | DNS     |                       |
|      | 4       | 7    | COL Colômbia               | DSQ     |                       |

### Final
Estes são os resultados da final:
| Pos.              | Raia | País               | Tempo   | Notas                 |
| ----------------- | ---- | ------------------ | ------- | --------------------- |
| Medalha de ouro   | 6    | USA Estados Unidos | 3:09.21 | Recorde do campeonato |
| Medalha de prata  | 8    | RUS Rússia         | 3:09.52 |                       |
| Medalha de bronze | 5    | FRA França         | 3:09.89 |                       |
| 4                 | 4    | BRA Brasil         | 3:10.80 | Recorde sul-americano |
| 5                 | 2    | ITA Itália         | 3:11.93 |                       |
| 5                 | 7    | RSA África do Sul  | 3:11.93 |                       |
| 7                 | 3    | GBR Grã-Bretanha   | 3:12.09 |                       |
| 8                 | 1    | AUS Austrália      | 3:12.40 |                       |

## Novos recordes
| Tipo                  | Atleta         | Tempo   | Local  | Data                 | Ref |
| --------------------- | -------------- | ------- | ------ | -------------------- | --- |
|                       | Estados Unidos | 3:08,24 | Pequim | 11 de agosto de 2008 | ver |
| Recorde do campeonato | Estados Unidos | 3:09,52 | Roma   | 26 de julho de 2009  | ver |

Legenda
| Recorde mundial       | Recorde mundial (World record)               |                       | Recorde africano                      | Recorde africano (African) |                                           | Q | Classificado por posição (Qualified) |
| Recorde do campeonato | Recorde do campeonato (Championship record)  | Recorde da América    | Recorde da América (Americas)         | q                          | Classificado por melhor tempo (Qualified) |   |                                      |
| Melhor marca do ano   | Melhor marca do ano (World leading)          | Recorde asiático      | Recorde asiático (Asian)              | DNS                        | Não largou (Did not start)                |   |                                      |
| Recorde nacional      | Recorde nacional (National record)           | Recorde europeu       | Recorde europeu (European)            | DNF                        | Não terminou (Did not finish)             |   |                                      |
| Recorde pessoal       | Recorde pessoal do atleta (Personal best)    | Recorde da Oceania    | Recorde da Oceania (Oceania)          | DSQ / DQ                   | Desclassificado (Disqualified)            |   |                                      |
| Recorde da temporada  | Recorde da temporada do atleta (Season best) | Recorde sul-americano | Recorde sul-americano (South America) | NM                         | Sem marca (No mark)                       |   |                                      |